# آلفرد ایناک
آلفرد ایناک (انگلیسی: Alfred Enoch؛ زادهٔ ۲ دسامبر ۱۹۸۸) هنرپیشه اهل کشور بریتانیا است. بیشتر شهرت این بازیگر به خاطر بازی در مجموعه فیلم‌های هری پاتر است.

## گزیدهٔ فیلم‌شناسی
- هری پاتر و تالار اسرار
- هری پاتر و زندانی آزکابان
- هری پاتر و شاهزاده دورگه
- چگونه از مجازات قتل فرار کرد
- منتقد